# Jürgen Bacia

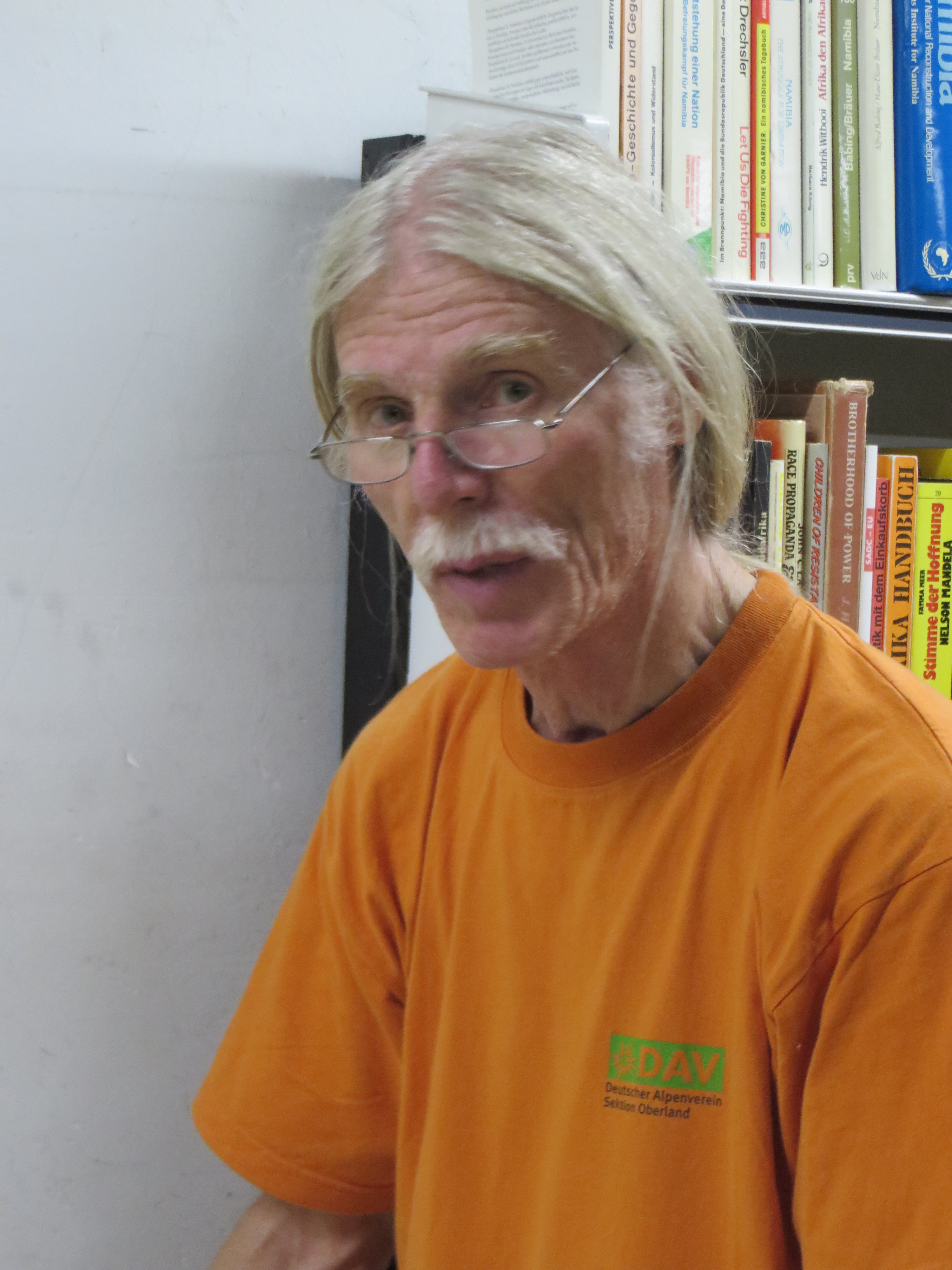
Jürgen Bacia (2022)

Jürgen Bacia (* 1950 in Duisburg) ist ein deutscher Politologe und Archivar.

## Leben
Bacia studierte Germanistik, Philosophie und politische Wissenschaften an der Ruhr-Universität Bochum und der FU Berlin. Nach der Promotion zum Dr. rer. pol. (Von der subversiven Aktion zur Spontibewegung (1964–1973). Eine empirische Studie) 1984 an der FU Berlin war er 1985 Mitbegründer des Archivs für alternatives Schrifttum in Duisburg und seit 1986 dessen Leiter.

## Schriften (Auswahl)
- mit Klaus-Jürgen Scherer: Paßt bloß auf! Was will die neue Jugendbewegung? Berlin 1981, ISBN 3-88395-709-7.
- mit Dorothée Leidig: Kauft keine Früchte aus Südafrika! Geschichte der Anti-Apartheid-Bewegung. Frankfurt am Main 2008, ISBN 978-3-86099-875-5.
- mit Cornelia Wenzel: Bewegung bewahren. Freie Archive und die Geschichte von unten. Berlin 2013, ISBN 978-3-943774-18-4.
- mit Ole Fischer, Barbara Limberg, Max Plassmann und Andrea Wendenburg: Bewertung schwach strukturierter Unterlagen. Köln 2021, ISBN 3-928907-46-8.